# San Secondo Parmense
San Secondo Parmense là một đô thị ở tỉnh Parma ở vùng Emilia-Romagna, Italia, đô thị này tọa lạc cách khoảng 100 km về phía tây bắc của Bologna và khoảng 15 km về phía tây bắc của Parma.
San Secondo Parmense tiếp giáp các đô thị sau đây: Fontanellato, Roccabianca, Sissa, Soragna, Trecasali.
Địa điểm nổi bật ở đây có lâu đài Rocca dei Rossi.